# Mosoj Llaita
Mosoj Llaita ist eine Ortschaft im Departamento Chuquisaca im südamerikanischen Andenstaat Bolivien.

## Lage im Nahraum
Mosoj Llaita ist drittgrößter Ort des Kanton Yotala im Municipio Yotala in der Provinz Oropeza. Die Ortschaft liegt auf einer Höhe von 2554 m an der Mündung des Quebrada Khochimayu in den Río Yotalilla, der drei Kilometer flussabwärts in den Río Yotala mündet, welcher im weiteren Verlauf zum Río Pilcomayo fließt.

## Geographie
Mosoj Llaita liegt östlich des Altiplano in der bolivianischen Cordillera Central. Das Klima ist ein gemäßigtes Höhenklima mit typischem Tageszeitenklima, bei dem die Temperaturunterschiede im Tagesverlauf stärker schwanken als im Jahresverlauf.
Die Jahresdurchschnittstemperatur in Yotala liegt bei etwa 16 °C (siehe Klimadiagramm Sucre), die Monatsdurchschnittswerte schwanken zwischen 14 °C im Juni/Juli und 17 °C im Oktober/November. Der Jahresniederschlag beträgt etwa 700 mm und weist fünf aride Monate von Mai bis September mit Monatswerten unter 25 mm auf, und eine deutliche Feuchtezeit von Dezember bis Februar mit Monatsniederschlägen zwischen 125 und 150 mm.

## Verkehrsnetz
Mosoj Llaita liegt in einer Entfernung von 19 Straßenkilometern südlich von Sucre, der Hauptstadt des Departamentos.
Durch Mosoj Llaita führt die 900 Kilometer lange Nationalstraße Ruta 5, die von der chilenischen Grenze im Westen über Potosí und Sucre in das bolivianische Tiefland führt. Von Mosoj Llaita aus führt eine Stichstraße in das drei Kilometer entfernte Yotala.

## Bevölkerung
Die Einwohnerzahl der Ortschaft ist im vergangenen Jahrzehnt deutlich angestiegen:
| Jahr | Einwohner         | Quelle       |
| ---- | ----------------- | ------------ |
| 1992 | keine Detaildaten | Volkszählung |
| 2001 | 291               | Volkszählung |
| 2012 | 444               | Volkszählung |
| 2024 |                   | Volkszählung |

Die Region weist einen hohen Anteil an Quechua-Bevölkerung auf, im Municipio Yotala sprechen 94,2 Prozent der Bevölkerung die Quechua-Sprache.